# Alvão
Alvão es una freguesia portuguesa del municipio de Vila Pouca de Aguiar, distrito de Vila Real.

## Historia
Fue creada el 28 de enero de 2013 en aplicación de una resolución de la Asamblea de la República de Portugal promulgada el 16 de enero de 2013 con la unión de las freguesias de Afonsim, Gouvães da Serra, Lixa do Alvão y Santa Marta da Montanha, pasando su sede a estar situada en la aldea de Carrazedo do Alvão.

## Demografía
| Gráfica de evolución demográfica de Alvão entre 2011 y 2021 |
|                                                             |
| Datos según el nomenclátor publicado por el INE portugués.  |